# David Solomon (banquier)
Pour les articles homonymes, voir David Solomon et Solomon.
David Michael Solomon, né en 1962 à Hartsdale (État de New York), est un banquier d'investissement américain. Il a dirigé notamment la branche banque d'affaires de Goldman Sachs, avant d'être désigné successeur de Lloyd Blankfein en mars 2018 à la tête de la même banque,.
David Solomon se produit également sous son nom comme DJ dans des boîtes de nuit et des festivals de musique.

## Biographie

### Carrière financière
Après un début de carrière chez Bear Stearns, David Solomon rejoint la banque d'investissement Goldman Sachs en 1999. Il dirige notamment le département banque d'affaires jusqu'en 2016. Après le départ de Gary Cohn de la banque pour devenir conseiller économique de Donald Trump, David Solomon est nommé, avec Harvey Schwartz (en) désigné dans la presse comme « son principal rival », numéro deux de la banque fin 2016. En mars 2018, Goldman Sachs annonce le départ en retraite de Schwartz. David Solomon est désigné en mars 2018 seul numéro deux de Goldman Sachs, avec pour objectif de remplacer Lloyd Blankfein, nommé en 2006, à la tête de la société,. Il en devient le « numéro un » le 1er octobre 2018 et modifie par la suite certains comportements de travail de l'entreprise.
Lors des primaires démocrates de juin 2020, il contribue à financer la campagne de Michelle Caruso-Cabrera, une ancienne républicaine proche de l'aile droite du Parti démocrate, afin de faire battre Alexandria Ocasio-Cortez. Cette dernière est quand même ré-elue.

### DJ
Depuis 2015, David Solomon crée également de manière récréative des disques de musique de danse électronique (EDM) sous le nom de « David Solomon » (anciennement connu sous le nom de « DJ D-Sol »). Il se fait plus particulièrement remarquer, lorsqu'il remixe plusieurs titres dont Don't Stop de Fleetwood Mac ou encore I Wanna Dance with Somebody de Whitney Houston. Il se produit comme DJ dans des boîtes de nuit et des festivals de musique à New York, Miami ou aux Bahamas, dont Lollapalooza à Chicago, Coachella, ou pour les MTV Europe Music Awards à Londres,. Son titre phare est Rescue Me, celui-ci compte plusieurs millions d'écoutes sur les plateformes de streaming.